# Фауст (персонаж)
Фауст — протагоніст класичної німецької легенди, заснованої на життєпису Йоганна Георга Фауста (бл. 1480—1540).

Талановитий вчений Фауст укладає угоду з дияволом, обмінявши свою душу на безмежні знання і мирські задоволення. Легенда про Фауста — основа безлічі творів мистецтва в літературі, на сцені, кіно і музиці, переосмислює першоджерело протягом століть.